# باتون (فیلم ۲۰۲۲)
باتون (انگلیسی: Baton) (به هندی: Laththi) فیلم اکشن دلهره‌آور هندی تامیل-زبان، محصول سال ۲۰۲۲ است که توسط ای. وینوت کومار نوشته و کارگردانی شده است که اولین تجربه کارگردانی او بود. بازیگران اصلی فیلم ویشال، رامانا، سوناینا و پرابو هستند.
در ابتدا برنامه‌ریزی شده بود تا فیلم در روز ۱۲ اوت ۲۰۲۲ اکران شود ولی به علت جراحات و ضربات متعددی که در سکانس نزاع و درگیری بر ظاهر ویشال وارد گردید و باعث ظاهر ناخوشایند شدید او شده بود، اکران فیلم به روز ۱۵ سپتامبر موکول شد. هر چند تاریخ اکران دوباره برای مدت نامحدودی به تعویق افتاد. فیلم در روز ۲۲ دسامبر ۲۰۲۲ اکران شد که نظرات مختلف منتقدان را در پی داشت.